# Iker Fimbres
Iker Jareth Fimbres Ochoa (Hermosillo, Sonora; 2 de junio de 2005) es un futbolista mexicano que juega como medio centro y su equipo actual es el Club de Fútbol Monterrey de la Primera División de México.

## Inicios

### Club de Fútbol Monterrey
Formado con los Rayados de Monterrey desde el 2018 donde comenzó primero su formación con el equipo sub-13, paso por todas las categorías del equipo hasta llegar a debutar como profesional.
Su debut llego para el Torneo Apertura 2024 en la primera jornada entrando de cambio al minuto 70 por Germán Berterame, en ese mismo partido seria amonestado.
El 19 de octubre en la Jornada 12 del torneo ya mencionado, en el Clásico Regio anotaría dos goles en el partido siendo el jugador más joven en anotar un doblete para Rayados en la historia de los Clásicos Regios.